# تشارلز بونيت
تشارلز بونيت هو مستشرق سويسري، ولد في 15 مارس 1933 في Satigny ‏ في سويسرا.
شارلز بونيه، ولد في ساتيني في 15 مارس 1933، هو عالم آثار سويسري1،2،3.
سيرة
العائلة والتعليم
ينحدر تشارلز بونيه من عائلة مزارعي العنب. كان مهتمًا بعلم الآثار منذ الصغر، فبدأ بدراسة الزراعة وزراعة الكروم لتأمين معيشته بناءً على نصيحة والده. في عام 1954، وبعد تخرجه من المدرسة الزراعية، غادر إلى أمريكا اللاتينية لمدة عام. يزور العديد من المواقع الأثرية ويشارك في الحفريات. وعند عودته تولى إدارة ممتلكات العائلة، ثم سلمها لابنه بعد ثلاثين عامًا حتى يتمكن من تكريس نفسه بالكامل لعلم الآثار. ومن عام 1961 إلى عام 1965، وبينما كان يعمل في مجاله، درس علم المصريات في مركز الدراسات الشرقية في جامعة جنيف4.
علم الآثار الأوروبي
مساعد عالم آثار كانتوني من عام 1972 إلى عام 1980، ثم عالم آثار كانتون جنيف من عام 1980 إلى عام 1998، أشرف على حفريات العديد من الكنائس الريفية (سان جان، روسين، كولونج، بيسي، هيرمانس، سيزيجنين، ساتيني، جوسي، إلخ)، ومادلين، والميناء القديم وكاتدرائية سان بيير في جنيف.
منذ عام 1972 كان يشرف على أعمال التنقيب في الكاتدرائية والمجمع الأثري لسانت أورس في أوستا؛ من عام 1989 إلى عام 1991، أولئك من معمودية كاتدرائية نيفيرز.
يشارك في العديد من اللجان السويسرية والفرنسية والأوروبية (لجنة المعالم والمواقع في جنيف، واللجنة الفيدرالية للمعالم التاريخية، ومجلس البحوث التابع للصندوق الوطني السويسري، ومجلس إدارة المدرسة السويسرية للآثار في اليونان، واللجنة التوجيهية للسياسات الحضرية والتراث المعماري (CDUP) التابعة لمجلس أوروبا، ولجنة التراث الثقافي في وادي أوستا، واللجنة العلمية لمركز البحوث الأثرية في باريس (CNRS)، والمجلس الوطني للبحوث الأثرية في باريس، واللجنة العلمية الدولية للحفريات والأعمال في دير كلوني، ومؤسسة المرافق العامة لكاتدرائية نوتردام في تورناي، إلخ).
كان خبيراً في برنامج البحث الوطني رقم 16 "طرق الحفاظ على الممتلكات الثقافية"، ونائب رئيس جمعية العصور القديمة المتأخرة من عام 1990 إلى عام 2005، ونائب رئيس اللجنة الفيدرالية للآثار التاريخية من عام 1993 إلى عام 1996.
من عام 1976 إلى عام 2014، شارك في أعمال مجموعة البحث في التضاريس المسيحية لمدن بلاد الغال، من الأصول إلى منتصف القرن الثامن5.
التدريس والبحث
محاضر في علم الآثار في العصور الوسطى في جامعة جنيف منذ عام 1972، وحصل في عام 1975 على درجة الدكتوراه في الآداب (علم الآثار في العصور الوسطى) من جامعة لوميير ليون الثانية. محاضر في قسم تاريخ الفن والموسيقى في كلية الآداب في جنيف عام 1982، وتم تعيينه أستاذاً مشاركاً هناك عام 1988.
تم استقباله كأستاذ زائر في الكوليج دو فرانس في عام 1985.
ألقى العديد من المحاضرات والندوات في جامعات إكس أون بروفانس، برن، فريبورغ، غرونوبل، الخرطوم، ليل، ليون، باريس السوربون، روما، روان، تولوز، تورينو، تورناي، برشلونة، هارفارد، نيويورك، وغيرها.
كان منذ عام 1989 عضوًا في هيئة أمناء المعهد السويسري للأبحاث المعمارية والأثرية في مصر القديمة، القاهرة (مؤسسة بورشاردت)، ومن عام 1998 إلى عام 2013 ترأس اللجنة العلمية لمؤسسة سويسرا ليختنشتاين للأبحاث الأثرية في الخارج.
كان عضوًا على التوالي في CNRS URA 1275 "الموائل والمجتمعات الحضرية في مصر والسودان (الألفية الرابعة والألفية الأولى)" في جامعة شارل ديغول - ليل 3، وفي CNRS FRE 2563 "المؤسسات في مصر القديمة" في جامعة باريس الرابعة، وفي CNRS UMR 8152 "الدولة والدين والمجتمع في مصر القديمة والنوبة"، وعضوًا في مكون "العوالم الفرعونية" في CNRS UMR 8167 Orient et Méditerranée.
الأنشطة الأثرية
في مصر
من عام 1965 إلى عام 1976، شارك في حفريات المعهد الفرنسي للآثار الشرقية في مصر، في كيليا والكرنك ودير المدينة؛ من عام 1993 إلى عام 1997، شارك مع دومينيك فالبيل، الأستاذ في جامعة السوربون، في إدارة البعثة الفرنسية السويسرية لجامعتي ليل وجنيف في موقع سرابيط الخادم في سيناء. من عام 1997 إلى عام 2001، أدار، بالتعاون مع هيئة تفتيش شمال سيناء، أعمال الحفريات في منطقة البلميط - تل المخزن.
في السودان
من عام 1965 إلى عام 1976، شارك كمدير ميداني في بعثة جامعة جنيف إلى تابو. ثم في عام 1977م، بناءً على طلب مدير مصلحة الآثار السودانية، أنشأ البعثة الأثرية لجامعة جنيف في كرمة.
وفي عام 1990 نظم المؤتمر الدولي السابع للدراسات النوبية في جنيف ومعرض "كرمة مملكة النوبة" في متحف الفن والتاريخ.
من عام 1990 إلى عام 1994 كان نائب رئيس الجمعية الدولية للدراسات النوبية، ثم أصبح رئيسًا لها من عام 1994 إلى عام 1998.
من عام 1998 إلى عام 2012، شارك في إدارة المشروع مع ماثيو هونيجر، أستاذ في جامعة نيوي